# Fekete bodza
A fekete bodza vagy festőbodza (Sambucus nigra) a bodza (Sambucus) nemzetség egyik, a Kárpát-medencében is elterjedt faja.

## Származása, elterjedése
Az Óvilág mérsékelt övi biotópjaiban honos Délnyugat-Ázsiától Európán át Észak-Afrikáig.

## Megjelenése, felépítése

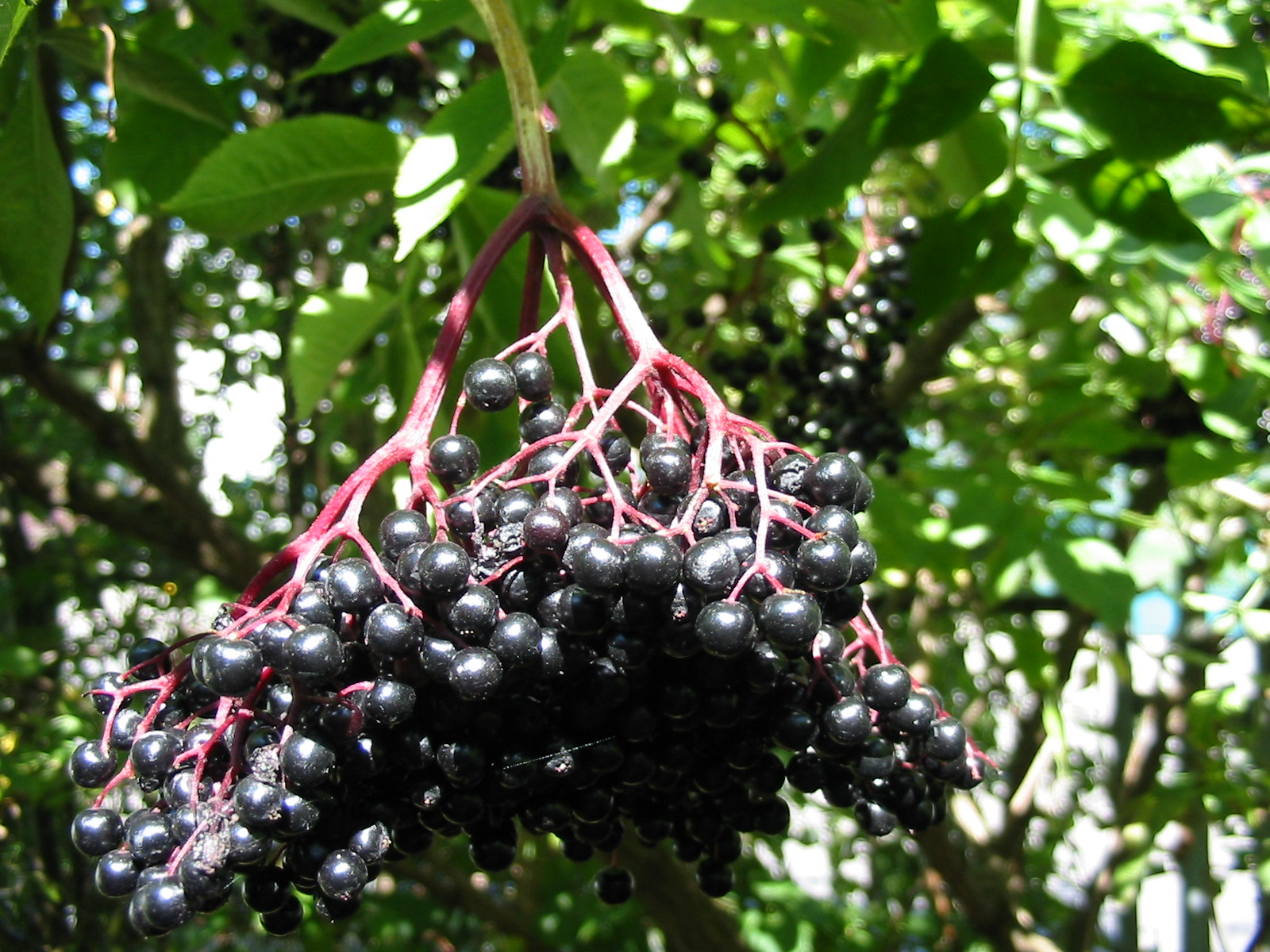
A fekete bodza termése

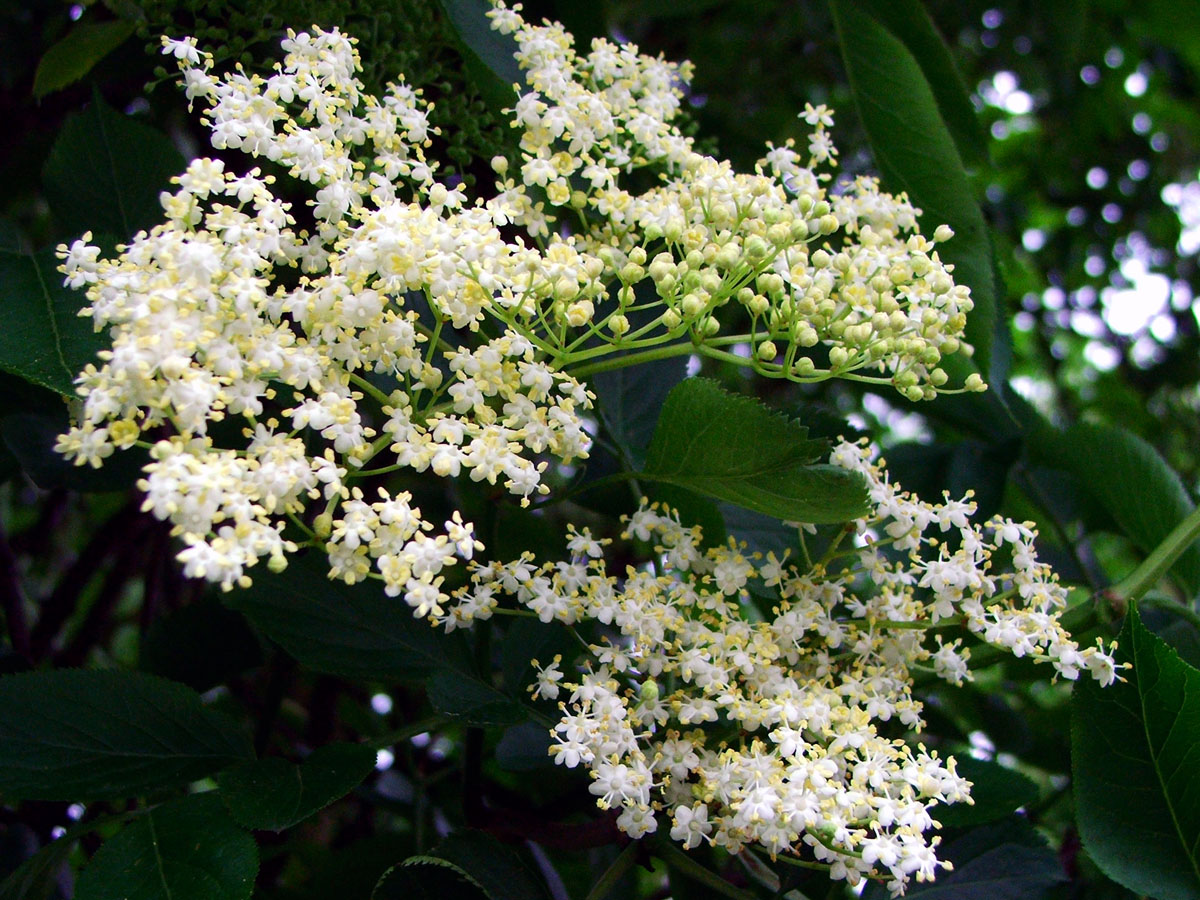
A fekete bodza virágzata

3–10 m magasra megnövő terebélyes cserje vagy fa. A fává növekvő példányok ritkák: hazánkban csak a legkedvezőbb termőhelyeken (hegylábi törmeléken, patakok mentén, mérsékelt klímájú, de napfényes helyeken, tápanyagdús talajon) fordulnak elő. A több méter magas bodzafák némelyike száz évnél is öregebb.
Krémszürke kérge parás, hálózatos bordákra tagolódik. Egyéves ágai zöldek, a többéves szürkék paraszemölcsösek. A terebélyes bokor vesszői ívesen lehajlanak a meredeken feltörő sarjak fölé. A vesszőket eltörve láthatóvá válik azok lágy, fehér bele.
Levelei fénytelen sötétzöldek, az ágakon egymással szemben helyezkednek el, páratlanul (5-7, ritkán 3 vagy 9) szárnyasan összetettek. A kissé merev szőrű levélkék széle fogazott.
Vöröses rügyein ananászszerű pikkelyek nőnek. Virágai aprók, krémfehérek, jellegzetesen illatosak, a virágzat bogernyő. A termés fekete, csonthéjas bogyó. A levelek és a bogyók is mérgezőek, de többféle gyógyászati felhasználásuk ismert.

### Változatok
- Páfránylevélszerű lombú, ritka változata a Sambucus nigra f. laciniata.
- Ritkán ültetett fajta a S.nigra „Aurea”.[1]

### Hasonló fajok
Fontos tudni a gyűjtés során, hogy közeli mérgező rokona a gyalogbodza (S. ebulus), amely lágyszárú évelő, más habitusú, és virágai nem sárgásfehérek, hanem hófehérek, portokjuk pedig lila.
Másik rokon faj a fürtös bodza (S. racemosa), amely kevéssé alkalmazkodóképes, virágzata sárgászöld, nem tányérszerű, bogyói korallpirosak, az ágak bélszövete nem fehér, hanem sárgásbarna. Enyhén mérgező.

## Életmódja, termőhelye
Tűrőképes; a homoktalajok kivételével bárhol megtelepszik.
A Kárpát-medencében főleg az erdőkben nőtt, de kitűnően alkalmazkodott az emberi beavatkozások peremein kialakuló másodlagos élőhelyekhez. Ma már főleg a degradált, nyirkos erdők és cserjések, a parlagok és útszélek növénye. Kedveli a sok tápanyagot, főleg nitrogént tartalmazó talajokat, de gyengébb talajokon is megél a nyirkostól a mérsékelten száraz, a napfényestől a félárnyékosig változó viszonyok közt. Rendszeresen megtalálhatjuk az árokpartokon, útszéleken, az akácosokban, a bolygatott „romtalajokon”, az erdőszéleken és – mivel a szennyezett levegőt jól tűri – a városokban is.
Rügyei a tél közepén, röviddel asz utolsó citromsárga vagy rózsaszín levelek lehullása után duzzadnak meg. Virágai a nyár elején nyílnak.
Fontos ökológiai szerepe, hogy pionír növényként gyorsítja a szukcessziót: gyorsan bomló avarja és árnyaló hatása segíti a vegetáció felújulását.
Dugvánnyal és magról is könnyen szaporítható.

## Felhasználása

### Régen
Valaha felhasználták e növény minden részét a gyökerétől a kérgén át a leveléig. E hasznosítások többségét mára elfeledtük, ma leginkább csak táplálkozási és gyógyászati szerepe ismert.
Fiatal hajtásai a vastag, szivacsos bélszövet miatt törékenyek. Ahogy az ágak idősödnek, a belső bélüreg nem tágul, és azt hosszú, rugalmas és szilárd rostokból álló, egyenes szálú farész veszi körül. Ez az oka annak, hogy a legkiválóbb, szilárd és tartós, kellemes tapintású ásó- és lapátnyeleket a több éves, egyenes bodzahajtásokból készítették. Hasonló okokból nagyon régóta fúvós hangszereket: furulyát, tilinkót, kavalt is készítenek ágaiból. A régi kovácsműhelyekben a bélszövetétől megszabadított bodzahajtást használták fújtató készítéséhez (a kivett bél pedig kiváló gyújtós volt). A halászok általában bodzából készítették a hálóvarró tűt.
A népi gyógyászatban a bodza volt „a szegényember patikája”: ennek főzetével kezelték a székrekedést, a szemgyulladást, a gümőkórt (TBC), de használták vértisztítónak, fájdalomcsillapítónak, hánytatónak, vizelethajtónak, köptetőnek, hámosítónak is.
A szintetikus festékek feltalálása előtt fontos festőnövény is volt: a bogyóból különböző adalékanyagokkal barna, kék, ibolya, bíbor és fakókék, a levelekből pedig zöld festékanyagot vontak ki.
Erős szagú levét a legyek, egerek távol tartására permetezték.

### Napjainkban
Virágait cukorral, citrommal és vízzel erjesztve finom, enyhén szénsavas üdítő italt kapunk. A frissen szedett virágok palacsintatésztába mártva kisüthetők, de szörp is készíthető belőlük. Bogyója szederrel vagy almával elegyítve lekvár főzésére alkalmas. Levesnek főzhető.
A szárított virágaiból főzött teát meghűléses betegségek gyógyítására használják, mivel kiváló lázcsillapító, izzasztó és köhögéscsillapító.
A bogyókból készített bodzabor (gyümölcsborféleség) egyes vidékeken hagyományos szíverősítő. Helyenként pálinkát is főznek belőle – mivel ez a művelet igen munkaigényes, a bodzapálinka ritka és nagyon drága.
Fontos! A zöld részeket, így a virág kocsányát is el kell távolítani, mert mérgezőek!
Levelét az érés gyorsítására komposzthalmokba keverik.
Rovarűző hatását ma a biokertészetekben hasznosítják.

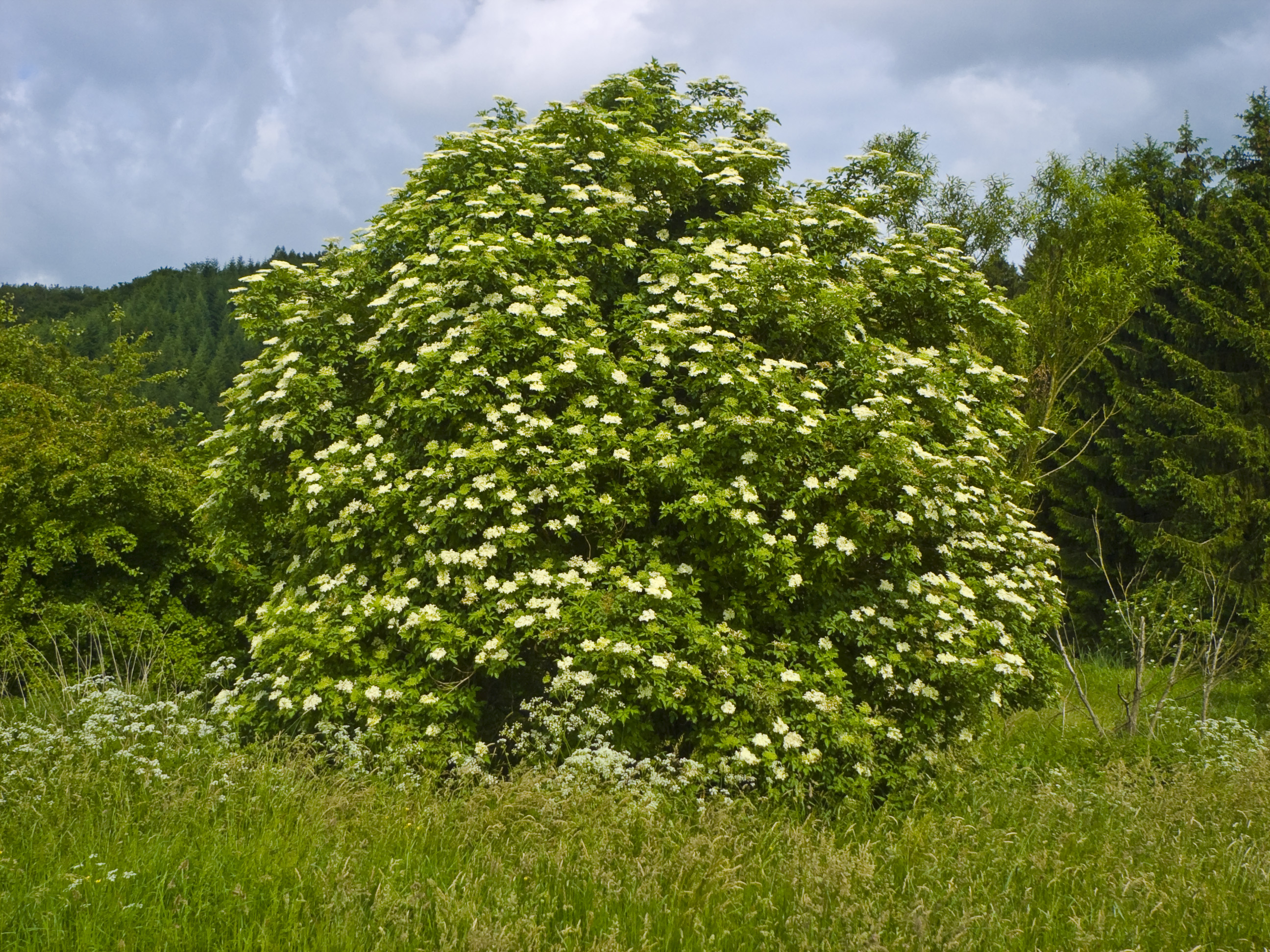
Jól fejlett bodzabokor

## Hatóanyagai
Drogja a virág (Sambuci flos), valamint levele és érett termése (Sambuci folium et fructus).
A virágban flavonoidok, szaponinok, klorogénsav, ciánglikozid, illóolajok és nyálkaanyag található. A levélben cseranyag és szambunigrin glikozid, a termésben szerves savak, antocianinok (sambucianin), vitaminok és cukrok vannak.
A bodza hatását a népi gyógyászat régóta ismeri. Tartalmaz A- és B-vitamint – C-vitamin-tartalma duplája a citrusformákénak. Tartalmaz még folsavat, pantoténsavat, ásványi anyagokat és mikroelemeket:
- vasat
- káliumot
- kalciumot
- magnéziumot
- foszfort

valamint illóolajokat és antociánokat (ez utóbbiaktól fekete a bodzabogyó).
Enyhe hashajtó, fájdalomcsillapító, immunerősítő és izzasztó hatású. 

## Népi hiedelmek
Sokféle haszna okán a bodzát sokáig különös tisztelet övezte. Egyes helyeken boszorkányos tulajdonságai miatt félték, másutt a rontó erőket távol tartó növényként tisztelték. Némely vidékeken azt terjesztették, hogy Júdás bodzafára kötötte fel magát, míg másutt Jézus keresztfájának anyagát vélték benne felismerni. Az előbbi hiedelem az oka annak, hogy azt a kis, porcos állagú, semleges ízű, immunserkentő hatású, fül alakú gombát, amely főleg a bodza ágain él, júdásfülgomba (Auricularia auricula-judae) néven ismerjük.
Sokfelé úgy vélik, hogy a bodzabokor alatt nem jó elaludni, mert elvarázsolja az embert.